# Rumania en los Juegos Olímpicos de Nagano 1998
Rumania estuvo representada en los Juegos Olímpicos de Nagano 1998 por un total de 16 deportistas que compitieron en 6 deportes.  
La portadora de la bandera en la ceremonia de apertura fue la patinadora de velocidad Mihaela Dascălu. El equipo olímpico rumano no obtuvo ninguna medalla en estos Juegos.